# Tour de France 1955
42. Tour de France rozpoczął się 7 lipca w Hawrze, a zakończył 30 lipca 1955 roku w Paryżu. W klasyfikacji generalnej zwyciężył po raz trzeci z rzędu Francuz Louison Bobet. W klasyfikacji górskiej najlepszy był Luksemburczyk Charly Gaul, w punktowej Belg Stan Ockers, a w klasyfikacji drużynowej zwyciężyła Francja.

## Drużyny
- Francja
- Belgia
- Hiszpania
- Wielka Brytania
- Holandia
- Włochy
- Luksemburg Mixte[1]
- Szwajcaria
- Île-de-France
- Nord-Est/Centre
- Ouest
- Sud-Est
- Sud-Ouest

## Etapy
| Etap | Data     | Trasa                      | Dystans     | Zwycięzca           | Lider wyścigu  |
| ---- | -------- | -------------------------- | ----------- | ------------------- | -------------- |
| 1 A  | 7 lipca  | Hawr – Dieppe              | 102 km      | Miguel Poblet       | Miguel Poblet  |
| 1 B  | 7 lipca  | Dieppe – Dieppe            | TTT 12,5 km | Holandia            | Wout Wagtmans  |
| 2    | 8 lipca  | Dieppe – Roubaix           | 204 km      | Antoin Rolland      | Wout Wagtmans  |
| 3    | 9 lipca  | Roubaix – Namur            | 210 km      | Louison Bobet       | Wout Wagtmans  |
| 4    | 10 lipca | Namur – Metz               | 225 km      | Willy Kemp          | Antoin Rolland |
| 5    | 11 lipca | Metz – Colmar              | 229 km      | Roger Hassendorfer  | Antoin Rolland |
| 6    | 12 lipca | Colmar – Zurych            | 195 km      | André Darrigade     | Antoin Rolland |
| 7    | 13 lipca | Zurych – Thonon-les-Bains  | 267 km      | Jos Hinsen          | Wim van Est    |
| 8    | 14 lipca | Thonon-les-Bain – Briançon | 253 km      | Charly Gaul         | Antoin Rolland |
| 9    | 15 lipca | Briançon – Monako          | 253 km      | Raphaël Géminiani   | Antoin Rolland |
| 10   | 16 lipca | Monako – Marsylia          | 240 km      | Lucien Lazaridès    | Antoin Rolland |
| 11   | 18 lipca | Marsylia – Awinion         | 198 km      | Louison Bobet       | Antoin Rolland |
| 12   | 19 lipca | Awinion – Millau           | 240 km      | Alessandro Fantini  | Antoin Rolland |
| 13   | 20 lipca | Millau – Albi              | 205 km      | Daan de Groot       | Antoin Rolland |
| 14   | 21 lipca | Albi – Narbona             | 156 km      | Louis Caput         | Antoin Rolland |
| 15   | 22 lipca | Narbona – Ax-les-Thermes   | 151 km      | Luciano Pezzi       | Antoin Rolland |
| 16   | 24 lipca | Ax-les-Thermes – Tuluza    | 123 km      | Rik Van Steenbergen | Antoin Rolland |
| 17   | 25 lipca | Tuluza – Saint-Gaudens     | 250 km      | Charly Gaul         | Louison Bobet  |
| 18   | 26 lipca | Saint-Gaudens – Pau        | 216 km      | Jean Brankart       | Louison Bobet  |
| 19   | 27 lipca | Pau – Bordeaux             | 195 km      | Wout Wagtmans       | Louison Bobet  |
| 20   | 28 lipca | Bordeaux – Poitiers        | 243 km      | Jean Forestier      | Louison Bobet  |
| 21   | 29 lipca | Châtellerault – Tours      | ITT 68,6 km | Jean Brankart       | Louison Bobet  |
| 22   | 30 lipca | Tours – Paryż              | 229 km      | Miguel Poblet       | Louison Bobet  |

## Liderzy klasyfikacji po etapach
| Etap                 | Zwycięzca            | Klasyfikacja generalna | Klasyfikacja punktowa | Klasyfikacja górska | Klasyfikacja drużynowa |
| -------------------- | -------------------- | ---------------------- | --------------------- | ------------------- | ---------------------- |
| 1A                   | Miguel Poblet        | Miguel Poblet          | Miguel Poblet         | brak                | Île-de-France          |
| 1B                   | Holandia             | Wout Wagtmans          | Miguel Poblet         | brak                | Włochy                 |
| 2                    | Antonin Rolland      | Wout Wagtmans          | Wout Wagtmans         | brak                | Île-de-France          |
| 3                    | Louison Bobet        | Wout Wagtmans          | Wout Wagtmans         | brak                | Belgia                 |
| 4                    | Willy Kemp           | Antonin Rolland        | Wout Wagtmans         | brak                | Francja                |
| 5                    | Roger Hassenforder   | Antonin Rolland        | Wout Wagtmans         | Vincent Vitetta     | Francja                |
| 6                    | André Darrigade      | Antonin Rolland        | Wout Wagtmans         | Vincent Vitetta     | Francja                |
| 7                    | Jos Hinsen           | Wim van Est            | Wout Wagtmans         | Vincent Vitetta     | Francja                |
| 8                    | Charly Gaul          | Antonin Rolland        | Wout Wagtmans         | Charly Gaul         | Francja                |
| 9                    | Raphaël Géminiani    | Antonin Rolland        | Miguel Poblet         | Charly Gaul         | Francja                |
| 10                   | Lucien Lazaridès     | Antonin Rolland        | Wout Wagtmans         | Charly Gaul         | Francja                |
| 11                   | Louison Bobet        | Antonin Rolland        | Wout Wagtmans         | Charly Gaul         | Francja                |
| 12                   | Alessandro Fantini   | Antonin Rolland        | Wout Wagtmans         | Charly Gaul         | Francja                |
| 13                   | Daan de Groot        | Antonin Rolland        | Wim van Est           | Charly Gaul         | Francja                |
| 14                   | Louis Caput          | Antonin Rolland        | Wim van Est           | Charly Gaul         | Francja                |
| 15                   | Luciano Pezzi        | Antonin Rolland        | Stan Ockers           | Charly Gaul         | Francja                |
| 16                   | Rik Van Steenbergen  | Antonin Rolland        | Stan Ockers           | Charly Gaul         | Francja                |
| 17                   | Charly Gaul          | Louison Bobet          | Stan Ockers           | Charly Gaul         | Francja                |
| 18                   | Jean Brankart        | Louison Bobet          | Stan Ockers           | Charly Gaul         | Francja                |
| 19                   | Wout Wagtmans        | Louison Bobet          | Stan Ockers           | Charly Gaul         | Francja                |
| 20                   | Jean Forestier       | Louison Bobet          | Stan Ockers           | Charly Gaul         | Francja                |
| 21                   | Jean Brankart        | Louison Bobet          | Stan Ockers           | Charly Gaul         | Francja                |
| 22                   | Miguel Poblet        | Louison Bobet          | Stan Ockers           | Charly Gaul         | Francja                |
| Klasyfikacja końcowa | Klasyfikacja końcowa | Louison Bobet          | Stan Ockers           | Charly Gaul         | Francja                |

## Klasyfikacje
|     | Zawodnik          | Zespół           | Czas         |
| --- | ----------------- | ---------------- | ------------ |
| 1.  | Louison Bobet     | Francja          | 130h 29' 26" |
| 2.  | Jean Brankart     | Belgia           | +4' 53"      |
| 3.  | Charly Gaul       | Luksemburg Mixte | +11' 30"     |
| 4.  | Pasquale Fornara  | Włochy           | +12' 44"     |
| 5.  | Antoin Rolland    | Francja          | +13' 18"     |
| 6.  | Raphaël Géminiani | Francja          | +15' 01"     |
| 7.  | Giancarlo Astrua  | Włochy           | +18' 13"     |
| 8.  | Stan Ockers       | Belgia           | +27' 13"     |
| 9.  | Alex Close        | Belgia           | +31' 10"     |
| 10. | François Mahé     | Francja          | +36' 27"     |

|    | Zawodnik         | Zespół           | Punkty |
| -- | ---------------- | ---------------- | ------ |
| 1. | Charly Gaul      | Luksemburg Mixte | 84     |
| 2. | Louison Bobet    | Francja          | 70     |
| 3. | Jean Brankart    | Belgia           | 44     |
| 4. | Antonio Gelabert | Hiszpania        | 38     |
| 5. | Giancarlo Astrua | Włochy           | 33     |

|    | Zawodnik       | Zespół     | Punkty |
| -- | -------------- | ---------- | ------ |
| 1. | Stan Ockers    | Belgia     | 322    |
| 2. | Wout Wagtmans  | Belgia     | 399    |
| 3. | Miguel Poblet  | Szwajcaria | 409    |
| 4. | Wim van Est    | Holandia   | 415    |
| 5. | Gilbert Bauvin | Francja    | 483    |

| Poz. | Kraj            | Czas         |
| ---- | --------------- | ------------ |
| 1.   | Francja         | 389h 29' 57" |
| 2.   | Włochy          | +47' 27"     |
| 3.   | Belgia          | +1h 54' 07"  |
| 4.   | Holandia        | +3h 11' 42"  |
| 5.   | Nord-Est/Centre | +3h 46' 48"  |